# NATS 메시징
NATS는 오픈 소스 메시징 시스템(메시지 지향 미들웨어)이다. NATS 서버는 Go 프로그래밍 언어로 작성되었다. 서버와의 인터페이스를 위한 클라이언트 라이브러리는 주요 프로그래밍 언어로 이용이 가능하다. NATS의 핵심 설계 원리는 성능, 확장성, 쉬운 이용이다.

## 예시
demo.nats.io의 텔넷 연결 시 샘플 연결 문자열을 볼 수 있다
```
telnet
 
demo
.
nats
.
io
 
4222

Trying
 
107.170.221.32
...

Connected
 
to
 
demo
.
nats
.
io
.

Escape
 
character
 
is
 
'
^]
'
.

INFO
 
{
"server_id"
:
"NDP7NP2P2KADDDUUBUDG6VSSWKCW4IC5BQHAYVMLVAJEGZITE5XP7O5J"
,
"version"
:
"2.0.0"
,
"proto"
:
1
,
"go"
:
"go1.11.10"
,
"host"
:
"0.0.0.0"
,

"port"
:
4222
,
"max_payload"
:
1048576
,
"client_id"
:
13249
}

```